# Flavio Albizzati
Flavio Albizzati (Milano, 11 aprile 1886 – Arese, 10 settembre 1970) è stato un politico, sindacalista e partigiano italiano.

## Biografia
Nacque in una famiglia operaia milanese e, a seguito della separazione dei genitori, venne affidato all'orfanotrofio dei Martinitt. Assunto in giovane età come fuochista alle Ferrovie Nord partecipò adolescente alle prime manifestazioni sindacali.
Nel 1905 si iscrisse al Partito Socialista, nel 1912 si trasferì negli Stati Uniti dove venne arrestato per avere organizzato uno sciopero e incarcerato. Al termine della condanna rientrò in Italia dove venne reclutato per combattere nella prima guerra mondiale. Ferito al fronte fu congedato e rientrato nella vita civile si dedicò all'attività sindacale venendo eletto nella segreteria della FIOM di Varese di cui, nel 1919, divenne segretario generale. Attivamente presente nel corso del biennio rosso, venne arrestato nel 1922 e al termine di due anni di carcere aprì un'attività commerciale a Milano.
A seguito dell'Armistizio nel 1943, partecipò alla Resistenza nella 49ª Brigata Matteotti. Al termine del conflitto fu tra i fondatori, nel 1946, del Sindacato Pensionati Italiani, dirigendone la sezione milanese fino al 1953, anno in cui venne candidato nelle file socialiste alle elezioni politiche. Eletto nella legislatura e nella seguente, dove primo dei non eletti sostituì il defunto Guido Mazzali, fu tra i promotori della legge sull'istituzione della pensione di anzianità. Conclusa l'esperienza parlamentare nel 1963, venne nominato presidente del Sindacato Pensionati.